# Сотірія Неофіту
Сотірія Неофіту (порт. Sotiria Neofytou, 23 квітня 1998) — бразильська плавчиня.
Учасниця Олімпійських Ігор 2016 року.